# 巴尔瓦迪
巴尔瓦迪（Barwadih），是印度贾坎德邦Palamu县的一个城镇。总人口7198（2001年）。

## 人口
该地2001年总人口7198人，其中男性3861人，女性3337人；0—6岁人口1083人，其中男562人，女521人；识字率66.37%，其中男性为75.29%，女性为56.04%。